# Yanar Mohammed

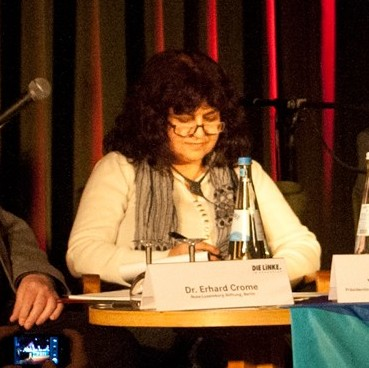
Yanar Mohammed 2013

Yanar Mohammed (* 1960 in Bagdad) ist eine irakisch-kanadische Architektin, Menschenrechtsaktivistin und Frauenrechtlerin. Sie ist Gründerin der Women’s Freedom in Iraq (OWFI), die sich im Irak für Demokratie, Frauen- und Menschenrechte einsetzt und praktische Hilfe leistet.

## Biografie
Mohammed schloss 1984 ihr Studium an der Universität Bagdad mit dem Bachelor ab. 1993 erhielt sie den Master-Abschluss in Architektur. 1995 emigrierte sie mit ihrer Familie vom Irak nach Kanada. Sie arbeitete als Architektin in Toronto. Schon in Kanada gründete sie 1998 die Defense of Iraqi Women’s Rights (DIWR), die sich politisch für die vollständige Gleichberechtigung irakischer Frauen einsetzte. Nach dem Beginn des Irakkriegs im Jahr 2003 wurden Frauen im Irak systematisch verschleppt und vergewaltigt. Das veranlasste Mohammed, in den Irak zurückzukehren. Sie lebte und lebt danach zeitweise wieder in Kanada, um Repressalien als Folge ihres Menschenrechtsengagements zu entgehen.

### Engagement
Seit 2003 besteht die von Mohammed geleitete Organisation Women’s Freedom in Iraq (OWFI), die inzwischen in Bagdad, Samarra, Basra und Kirkuk Niederlassungen hat. Die OWFI bietet Notfall- und Rechtsberatung für Frauen an. Mohammed setzte sich aktiv und unter Lebensgefahr für Frauen ein, die während der militärischen Konflikte entführt und in die Sexindustrie verkauft wurden. Viele Frauen, die nach sexueller Gewalt in ihre Familie zurückkehren, werden verstoßen oder sind von Ehrenmorden bedroht. OWFI vermittelt seit 2004 Zufluchtsstätten für diese Frauen. Sie verfügt über ein Netzwerk von Zufluchtsorten im Irak, meist in Privathäusern, da private Frauenhäuser illegal sind. Im Jahr 2016 beispielsweise wurden speziell für vom IS verfolgte jesidische Frauen Zufluchtsorte eingerichtet. Auch während der Corona-Pandemie benötigten von Häuslicher Gewalt betroffene Frauen sichere Unterkünfte.
Mohammed hat das Ziel, die tief verwurzelten patriarchal-feudalen Strukturen der irakischen Gesellschaft aufzubrechen und Gesetzesänderungen, z. B. gegen die Verheiratung von Mädchen, zu erwirken. Seit 2003 verbreitet sie Informationen zu Menschenrechtsthemen und Demokratie als Chefredakteurin des OWFI-Blattes Al-Mousawaat (Gleichheit). Sie ist seit 2009 Chefredakteurin des OWFI-Radios. Mit OWFI organisiert sie Seminare, Musik- und Theateraufführungen und Vorträge, um über die Rechte von Frauen und Minderheiten zu informieren. Die OWFI setzt sich als einzige Menschenrechtsorganisation im Irak für die dortige LGBT-Gemeinschaft ein.
Yanar Mohammed arbeitet vor Ort, mobilisiert und vernetzt jedoch international. In der Konferenz „Strategies for Change“ brachte sie irakische und syrische Frauen zusammen, um gemeinsam gegen Gewalt und Extremismus zu kämpfen. OWFI hat sich MADRE angeschlossen, einer internationalen Organisation für Menschen- und Frauenrechte. 2015 hielt Mohammed eine Rede beim UN-Forum für Frauen, Frieden und Sicherheit in New York.
Im Jahr 2018 war sie auf der Liste der 100 Women der BBC gelistet.
Die italienische Filmemacherin Benedetta Argentieri porträtierte 2018 in ihrer Dokumentation I Am The Revolution das Wirken von Yanar Mohammed sowie Selay Ghaffar aus Afghanistan und Rojda Felat aus Syrien.

## Auszeichnungen
- 2008 Gruber-Preis für Frauenrechte[1]
- 2016 Thorolf-Rafto-Gedenkpreis für ihre Arbeit für Frauen und Minderheiten im kriegszerrütteten Irak[12]